# Elastizität (Kraftfahrzeugtechnik)
Die Elastizität bei einem Kraftfahrzeug-Antrieb beschreibt den Umstand, dass die Nenndrehzahl eines Antriebs mit Kolbenmotor größer ist als die Drehzahl, bei der der Motor das höchste Drehmoment liefert; dabei ist Nenndrehzahl diejenige Drehzahl, bei der die Nennleistung abgegeben wird. Je weiter die Drehzahl des maximalen Drehmomentes von der Drehzahl der maximalen Leistung (relativ) entfernt ist, desto elastischer ist der Antrieb. Je elastischer ein Motor, desto größer ist der wirtschaftliche Fahrbereich, auch elastischer Bereich genannt, der zwischen maximalem Drehmoment und maximaler Leistung liegt. 
In der Regel wird bei Kraftfahrzeugen eine möglichst große Motorelastizität angestrebt, weil Verbrennungsmotoren im elastischen Bereich und mit fast Volllast den größten Wirkungsgrad erreicht. Ist die Elastizität groß, kann die jeweilige Übersetzung über einen großen Drehzahlbereich genutzt werden, und es sind weniger Schaltvorgänge erforderlich. Im Idealfall wird gar kein Schaltgetriebe benötigt, etwa bei (elektronisch) gesteuerten Elektromotoren. Sie sind überlastbar, das heißt sie können mehr als ihr Nennmoment abgeben und das maximale Drehmoment kann hier bereits im Stillstand des Motors erreicht werden. 
Durch eine große Elastizität ist ein Fahren mit relativ niedrigen Drehzahlen möglich, weil auch deutlich unterhalb der Nenndrehzahl noch ausreichend Motorkraft zur Verfügung steht. Beim Verbrennungsmotor wirkt sich dies vorteilhaft auf den Kraftstoffverbrauch aus. Auch können bei großer Elastizität Belastungssteigerungen (im Sinne einer Erhöhung der Fahrwiderstände), etwa durch eine Bergauffahrt, Gegenwind trotz sinkender Geschwindigkeit ohne Gangwechsel bewältigt werden, weil das Drehmoment mit sinkender Drehzahl zunimmt. 
Geringe Elastizität kann unter Umständen auch ein angestrebtes Kriterium sein: Verbrennungsmotoren, die ihre Kraft nicht gleichmäßig über ein breites Drehzahlband, sondern bei hohen Drehzahlen verengt auf eine Leistungsspitze hin entfalten, werden als besonders sportlich wahrgenommen. Liegt das maximale Drehmoment bei einer hohen Drehzahl, ist die erzielbare Maximalleistung für gegebenen Hubraum auch entsprechend höher. Motoren von Sportfahrzeugen und Rennwagen, aber auch von tragbaren Geräten wie Motorsägen und Laubbläsern mit Verbrennungsmotor weisen eine ausgesprochen geringe Elastizität auf. Als Fahrzeugantrieb erfordern sie dann ein Getriebe mit vielen Gängen und müssen grundsätzlich mit vergleichsweise hohen Drehzahlen gefahren werden, was sich ungünstig auf Kraftstoffverbrauch und Geräuschentwicklung auswirkt. 

## Berechnung
Bei der Motorelastizität wird zwischen der Drehmomentelastizität, der Drehzahlelastizität und der Gesamtelastizität des Motors (nach Wolfgang Flössel) unterschieden:
Drehmomentelastizität
{\displaystyle e_{Md}={\frac {Md_{2}}{Md_{1}}}}
mit
{\displaystyle Md_{1}} = Drehmoment bei max. Leistung
{\displaystyle Md_{2}} = max. Drehmoment
Drehzahlelastizität
{\displaystyle e_{n}={\frac {n_{1}}{n_{2}}}}
mit
{\displaystyle n_{1}} = Drehzahl bei max. Leistung (Nenndrehzahl)
{\displaystyle n_{2}} = Drehzahl bei max. Drehmoment
Gesamtelastizität des Motors
{\displaystyle E=e_{Md}\cdot \;e_{n}={\frac {Md_{2}}{Md_{1}}}\cdot \;{\frac {n_{1}}{n_{2}}}}
Manchmal wird die Drehzahlelastizität „Gesamtelastizität“ und die Drehmomentelastizität „Motorelastizität“ genannt; {\displaystyle n_{1}-n_{2}} ist der „elastische Bereich“.